# Franziskanerkloster Pfreimd

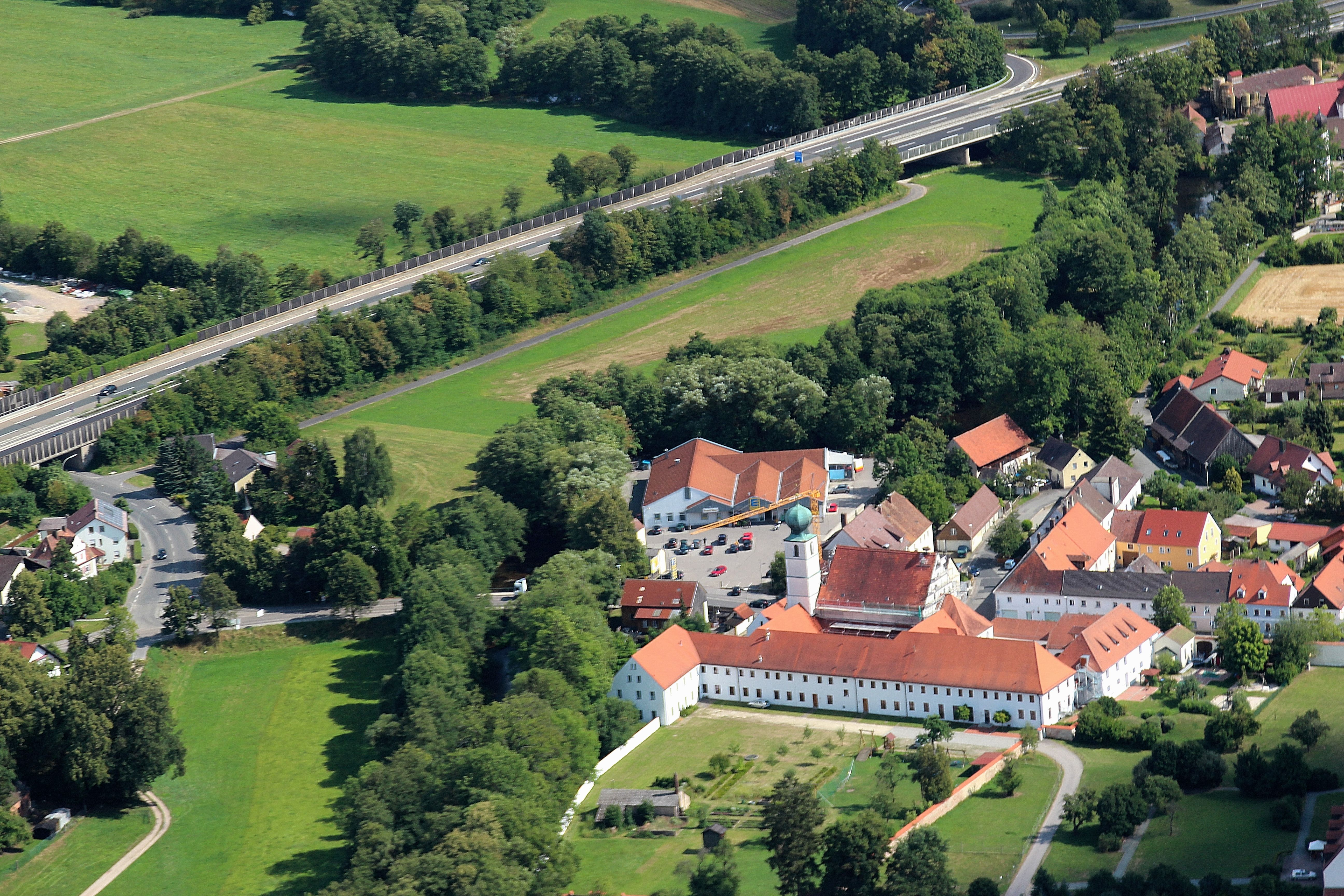
Franziskanerkloster (2013)

Das Franziskanerkloster Pfreimd  ist ein ehemaliges Kloster der Franziskaner-Reformaten in Pfreimd in Bayern in der Diözese Regensburg.

## Geschichte
Das dem heiligen Johannes Baptist gewidmete Kloster wurde 1596 durch Landgraf Georg Ludwig von Leuchtenberg gegründet. Pfreimd war eine katholisch gebliebene Insel, die von protestantischen Gebieten umgeben war; das angrenzende Kondominium Parkstein-Weiden war seit 1542 lutherisch und die oberpfälzischen Gebiete folgten 1556. 1574 kam der päpstliche Beauftragte Felizian Ninguarda nach Pfreimd, um sich ein Bild von den religiösen Zuständen zu machen; obwohl viele landgräfliche Untertanen die Gottesdienste in evangelisch gewordenen Nachbargemeinden besuchten, war der Eindruck des päpstlichen Beauftragten sehr positiv, vor allem die katholische Lebensweise der landgräflichen Familie beeindruckten ihn. Schwierig war für den Landgrafen die Versorgung mit Priestern, bisweilen musste der Landgraf Kompromisse eingehen und etwa einen „beweibten Priester“ in Schirmitz dulden. Erste seelsorgerische Aushilfe erhielt er von den Franziskanern in Kelheim, was aber nur provisorischen Charakter hatte.
Um den Priestermangel zu lindern, ließ der Landgraf die spätere Klosterkirche errichten. Am 20. März 1594 konnte diese durch den Weihbischof Johann Baptist Pichlmair eingeweiht werden. 1596 begann dann die Arbeit an dem Kloster, 1599 war der Bau fast fertig und zwei Franziskaner waren bereits eingezogen. Am 3. Juni 1600 weihte der Regensburger Weihbischof die Hauskapelle des Klosters zu Ehren der Heiligen Fabian und Sebastian. 1601 konnte das Kloster der Bayerischen Kustodie der Oberdeutschen (Straßburger) Franziskanerprovinz (Argentina) eingefügt werden, die 1625 zur selbständigen Bayerischen Franziskanerprovinz (Bavaria) wurde. 1602 waren hier fünf Patres und fünf Laienbrüder tätig. Da dazumals die Pfarre in Pfreimd nicht besetzt war, übernahmen die Franziskaner die Seelsorge. Sie erhielten auch das Recht, bei den Wallfahrten auf den Eixlberg zur Wallfahrtskirche St. Barbara und nach Wernberg zu predigen.
Einen Einschnitt brachte der Dreißigjährige Krieg, 1621 eroberten die Mansfeldschen Truppen Pfreimd und zerstörten das Kloster. Obwohl ein Wiederaufbau zuerst in Frage gestellt wurde, konnte dieser mit Hilfe von Maximilian I. bewerkstelligt werden. Im 18. Jahrhundert wurden zwischen 1717 und 1775 im Kloster Kasuistik und Philosophie unterrichtet, was eine neue Blüte des Klosters brachte.
Das Kloster wurde 1802 im Zuge der Säkularisation aufgelöst. Kirche und Klostergebäude wurden als Depot, als Wirtshaus, als Realschule und Lehrerwohnung verwendet, blieben aber in staatlicher Hand. 1831 wurde das Kloster als Hospiz wiedererrichtet, 1870 wurde Pfreimd wieder Konvent.
Am 1. September 1995 ging die Tätigkeit der Franziskaner in Pfreimd zu Ende. Durch Beschluss der Provinzleitung der bayerischen Franziskaner wurde die oberpfälzische Niederlassung aufgehoben. Im ehemaligen Bräuhaus nahm im Jahre 1996 der Franziskus-Kindergarten seinen Betrieb auf. Die anderen Klostergebäude wurden seit 2000 einer Generalsanierung unterzogen.

## Klosterkirche

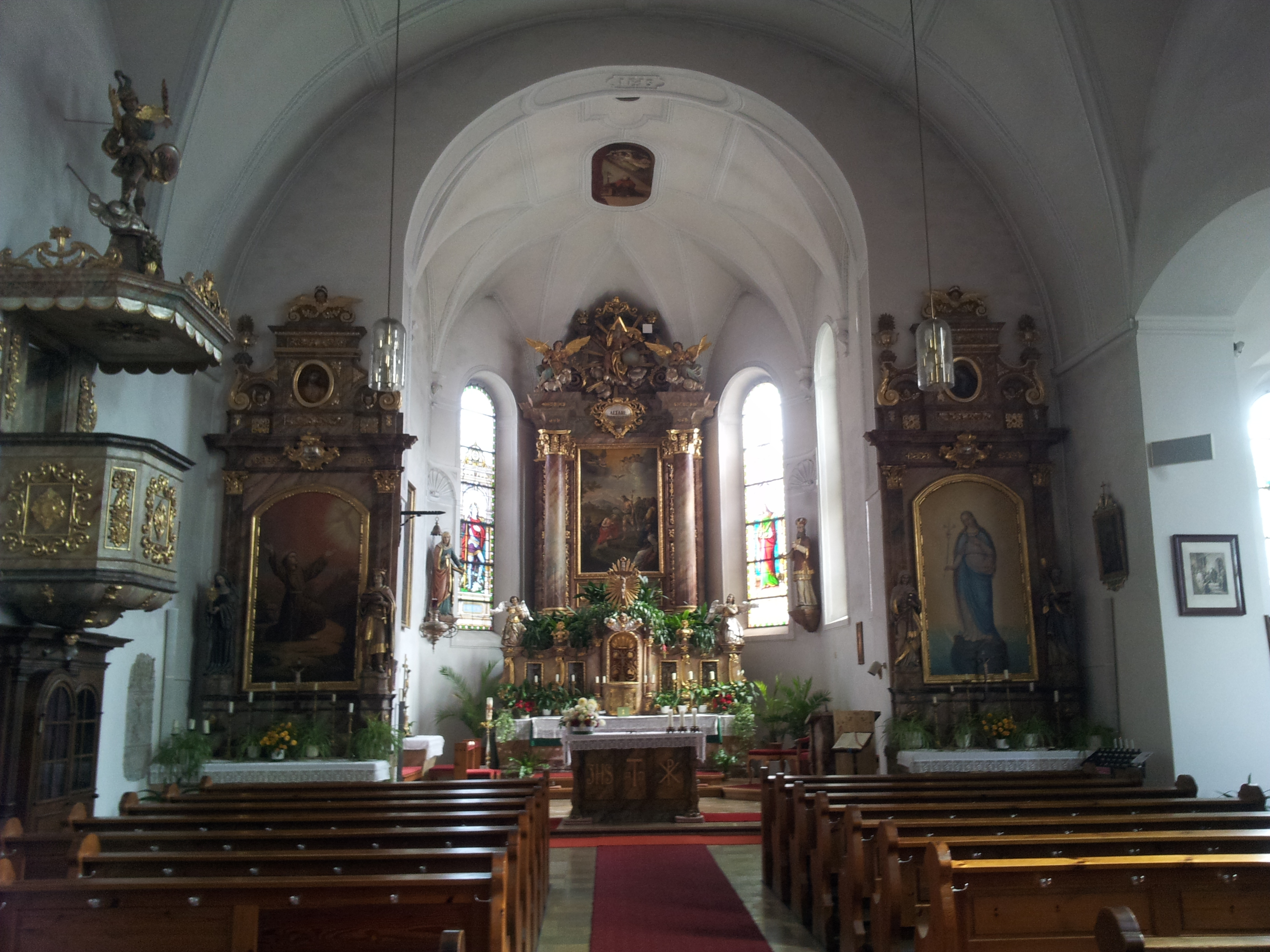
Klosterkirche Franziskanerkloster Pfreimd

Die Klosterkirche wurde bereits nach einjähriger Bauzeit am 20. März 1594 eingeweiht. Nach der Zerstörung der Truppen von Mansfeld 1621 wurde sie 1630 von Landgraf Maximilian Adam wieder aufgebaut. Im Jahre 1744 wurde die spitzige Turmkuppel durch eine „Zwiebel“ ersetzt. 1802 wurden während der Säkularisation sämtliche Kunstgegenstände geraubt und die Kirche als Lagerhalle genutzt. Die Einwohner von Pfreimd setzten das Gotteshaus wieder instand und bekamen die meisten Kunstwerke zurück.
Der reich ausgestattete Innenraum stammt von dem Pfreimder Bildhauer Anton Horchler. Besonders erwähnenswert sind hierbei die zwölf alten Apostelportraits (Öl auf Leinwand), der lebensgroße Christus an der Geißelsäule und das große Kruzifix des Kreuzaltares.

## Persönlichkeiten
- Der am 18. Juli 1942 im Konzentrationslager Dachau ums Leben gekommene kommissarische Provinzial für die sudetendeutschen Franziskanerklöster, Pater Petrus Karl Mangold (OFM), war ab 1931 Guardian und Direktor der Tuchmacherei des Klosters. 1939 wurde er als Definitor in die Provinzleitung der Franziskaner gewählt. Sein Grab befindet sich auf dem Friedhof des Klosters Pfreimd.